# Rade Bogdanović
Rade Bogdanović (en serbi: Раде Богдановић) és un exfutbolista i entrenador serbo-bosnià, nascut a Sarajevo el 21 de maig de 1970.
Va iniciar la seua carrera al Željezničar, tot debutant el 1987, en la lliga iugoslava. Va romandre fins a 1992, quan va escometre una etapa asiàtica per Cora del Sud i el Japó, que duraria fins al fitxatge per l'Atlètic de Madrid, de la mà de Radomir Antić.
Al pocs mesos va ser cedit al NAC Breda holandés i a la campanya següent al Werder Bremen, on va estar durant quatre temporades. La temporada 02/03 va jugar amb l'Arminia Bielefeld i posteriorment va recalar a l'Al-Wahda, dels Emirats Àrabs Units, lloc on penjà les botes.
Va ser tres vegades internacional amb la selecció iugoslava de futbol, tot marcant dos gols. Abans va ser requerit per la selecció de Bòsnia, però Bogdanovic va preferir Belgrad.
Després de la seua retirada ha seguit vinculat al món del futbol com a entrenador. El 2006-07 dirigí al FK Rad.